# Хэмилтон, Джордан (баскетболист)
Джордан Кристиан Хэмилтон (англ. Jordan Christian Hamilton; род. 6 октября 1990 года в Лос-Анджелесе, Калифорния, США) — американский профессиональный баскетболист. Играет на позициях атакующего защитника и лёгкого форварда. Выбран на драфте НБА 2011 года в первом раунде под общим 26-м номером клубом «Даллас Маверикс».

## Студенческая карьера
Джордан Хэмилтон окончил старшую школу Домингес в Комптоне в штате Калифорния. Затем поступил в Техасский университет в Остине, где играл два сезона за баскетбольную команду «Техас Лонгхорнс».

## Профессиональная карьера

### Денвер Наггетс (2011—2014)
Джордан Хэмилтон был выбран под двадцать шестым номером на драфте НБА 2011 года «Даллас Маверикс». Права на Хэмилтона вскоре были переданы клубу «Денвер Наггетс» в результате трёхсторонней сделки с участием «Портленд Трэйл Блэйзерс». 9 декабря 2011 года Хэмилтон подписал контракт с «Наггетс». 3 января 2012 года он был направлен в фарм-клуб «Айдахо Стэмпид». Через четыре дня он дебютировал в команде в матче против «Бейкерсфилд Джем», набрав 14 очков и 10 подборов. 15 января он был вызван в команду «Наггетс». Десять дней спустя Хэмилтон дебютировал за «Наггетс» в матче против «Сакраменто Кингз», набрав два очка и сделав три подбора за пять минут игры со скамейки запасных. За три сезона его средние показатели составили 5,6 очка, 2,8 подбора и 0,7 передачи за игру.

### Хьюстон Рокетс (2014)
20 февраля 2014 года Хэмилтон был обменян в «Хьюстон Рокетс» на Аарона Брукса. Через пять дней Хэмилтон дебютировал за «Рокетс» в матче против «Сакраменто Кингз», набрав 12 очков, 5 подборов, 2 передачи, 1 перехват и 1 блок за 24 минуты игры со скамейки запасных. В 21 матче он набирал в среднем 6,6 очка, 2,9 подбора и 0,9 передачи за игру.

### Айова Энерджи / Рино Бигхорнс (2014—2015)
18 августа 2014 года Хэмилтон подписал контракт с «Торонто Рэпторс». Однако 25 октября он был отчислен «Рэпторс». Два дня спустя он был подписан «Ютой Джаз» 6 ноября он был отчислен «Джаз», не успев принять участие в игре за них.
26 ноября 2014 года Хэмилтон был приобретен командой «Айова Энерджи» из Джи-Лиги НБА. Через три дня он дебютировал за «Айову» в матче с «Гранд-Рапидс Драйв», набрав 11 очков, три подбора, две передачи и один перехват за 18 минут игры со скамейки запасных.
10 декабря 2014 года Хэмилтон был обменян вместе с выбором второго раунда драфта Джи-Лиги 2015 года в команду «Рино Бигхорнс» в обмен на драфт-пик первого раунда 2015 года. Через два дня он дебютировал в составе «Бигхорнс» в победе над «Айдахо Стэмпид», набрав 11 очков, три подбора, одну передачу, один перехват и два блока за 21 минуту игры со скамейки запасных. 4 февраля 2015 года он был приглашен на Матч всех звезд Джи-Лиги 2015 года.

### Лос-Анджелес Клипперс (2015)
24 февраля 2015 года Хэмилтон подписал 10-дневный контракт с «Лос-Анджелес Клипперс». Через три дня он дебютировал за «Клипперс» в победе над «Мемфис Гриззлис». 6 марта 2015 года он подписал второй 10-дневный контракт с «Клипперс». 20 марта он подписал контракт с «Клипперс» до конца сезона. 1 августа он был отчислен «Клипперс». В 14 матчах Хэмилтон набирал в среднем 2,7 очка, 1,1 подбора и 0,5 передачи за игру.

### Красный Октябрь (2015)
22 августа 2015 года Хэмилтон подписал контракт с российским клубом «Красный Октябрь» на сезон 2015/16. 23 ноября Хэмилтон покинул клуб. В 6 матчах Еврокубка он набирал в среднем 12,2 очка, 7,7 подбора и 1,5 передачи за игру.

### Рио-Гранде Вэллей Вайперс (2016)
16 февраля 2016 года Хэмилтон перешел в клуб «Рио-Гранде Вэллей Вайперс». В тот вечер он дебютировал за «Вайперс» в победе над «Остин Спёрс», набрав 8 очков, 6 подборов, 4 передачи и 2 блока за 24 минуты.

### Нью-Орлеан Пеликанс (2016)
25 марта 2016 года Хэмилтон подписал 10-дневный контракт с командой  «Нью-Орлеан Пеликанс», чтобы помочь команде справиться с многочисленными травмами. Для его подписания «Нью-Орлеану» пришлось прибегнуть к исключению травмированного игрока, так как в составе команды было 17 игроков, что на два больше разрешенных 15. На следующий день он дебютировал в матче против «Торонто Рэпторс», набрав 11 очков, четыре подбора и три передачи за 24 минуты игры со скамейки запасных. 4 апреля Хэмилтон подписал контракт с «Пеликанс» до конца сезона.

### Буканерос де ла Гуаира (2016)
27 апреля 2016 года Хэмилтон подписал контракт с командой «Буканерос де ла Гуаира» из венесуэльского первого дивизиона национальной профессиональной баскетбольной лиги. Через два дня он дебютировал за «ла Гуаиру» в победе над «Маринос де Ансоатеги», набрав 10 очков, 5 подборов, 12 передач и 1 перехват за 38 минут.

### Тофаш (2016)
25 июля 2016 года Хэмилтон подписал контракт с клубом «Тофаш» из турецкой баскетбольной Суперлиги. Проведя всего одну игру, Хэмилтон покинул клуб.

### Гуарос де Лара (2016—2017)
23 октября 2016 года Хэмилтон подписал контракт с венесуэльской командой «Гуарос де Лара».

### Ушак Спортиф (2017—2018)
17 июня 2017 года Хэмилтон подписал контракт с турецким клубом «Ушак Спортиф». Хэмилтон провёл за «Ушак Спортиф» 24 матча и набирал в среднем 13,5 очка, 6,8 подбора и 2,3 передачи за игру.

### Хапоэль Холон (2018)
16 апреля 2018 года Хэмилтон покинул «Ушак Спортиф» и присоединился к израильской команде «Хапоэль Холон» до конца сезона, заменив в команде Глена Райса (младшего). 30 мая 2018 года Хэмилтон набрал максимальные за сезон 28 очков, реализовав 11 из 20 бросков с игры, а также шесть подборов и два перехвата в победе над «Хапоэль Эйлат» в плей-офф.
Благодаря Хэмилтону «Холон» вышел в «Финал четырех» израильской лиги, где в итоге клуб уступил в финале тель-авивскому «Маккаби». В 16 матчах за «Холон» Хэмилтон набирал в среднем 17,7 очка, 7,5 подбора, 2,4 передачи и 1,2 перехвата за игру, при этом попадая 43,6% с трехочковой дистанции.

### Брешиа (2018—2019)
12 июля 2018 года Хэмилтон подписал однолетнее соглашение с итальянской командой «Брешиа». 24 марта 2019 года Хэмилтон набрал максимальные в сезоне 33 очка, реализовав 11 из 16 бросков с трехочковой дистанции, а также сделал пять подборов и три передачи в победе над «Фиат Торино». В 39 матчах, проведенных за «Брешию» в сезоне 2018/19 (включая чемпионат Италии и Еврокубок), Хэмилтон набирал в среднем 13,9 очка, 6,3 подбора и 2,6 передачи за игру.

### Хапоэль Тель-Авив (2019—2020)
23 октября 2019 года Хэмилтон вернулся в Израиль, подписав контракт с тель-авивским «Хапоэлем» на сезон 2019/20. 6 января 2020 года Хэмилтон набрал рекордные за сезон 27 очков, реализовав 7 из 11 трехочковых бросков, а также сделал 8 подборов и 6 передач в победе над «Маккаби Ашдод». Впоследствии он был признан MVP 14-го раунда израильской лиги.

### Сига Лэйкстарс (2020—2021)
Перед сезоном 2020/21 Хэмилтон подписал контракт с командой «Сига Лэйкстарс» из чемпионата Японии по баскетболу.

### Кумамото Уолтерс (2021—2022)
2 июня 2021 года Хэмилтон подписал контракт с командой «Кумамото Уолтерс».

### Сига Лэйкстарс (2022—2023)
Перед сезоном 2022/23 Хэмилтон подписал контракт с командой «Сига Лэйкстарс».

### Нисиномия Сторкс (2023)
1 февраля 2023 года Хэмилтон был обменян в команду «Нисиномия Сторкс».

## Статистика

### Статистика в НБА
| Сезон                                                                                    | Команда    | Регулярный сезон | Регулярный сезон | Регулярный сезон | Регулярный сезон | Регулярный сезон | Регулярный сезон | Регулярный сезон | Регулярный сезон | Регулярный сезон | Регулярный сезон | Регулярный сезон | Серия плей-офф | Серия плей-офф | Серия плей-офф | Серия плей-офф | Серия плей-офф | Серия плей-офф | Серия плей-офф | Серия плей-офф | Серия плей-офф | Серия плей-офф | Серия плей-офф |
| Сезон                                                                                    | Команда    | GP               | GS               | MPG              | FG%              | 3P%              | FT%              | RPG              | APG              | SPG              | BPG              | PPG              | GP             | GS             | MPG            | FG%            | 3P%            | FT%            | RPG            | APG            | SPG            | BPG            | PPG            |
| ---------------------------------------------------------------------------------------- | ---------- | ---------------- | ---------------- | ---------------- | ---------------- | ---------------- | ---------------- | ---------------- | ---------------- | ---------------- | ---------------- | ---------------- | -------------- | -------------- | -------------- | -------------- | -------------- | -------------- | -------------- | -------------- | -------------- | -------------- | -------------- |
| 2011/12                                                                                  | Денвер     | 26               | 2                | 9,9              | 43,2             | 36,2             | 40,0             | 2,4              | 0,8              | 0,2              | 0,1              | 4,4              | 2              | 0              | 2,6            | 66,7           | -              | -              | 0,0            | 0,0            | 0,5            | 0,0            | 2,0            |
| 2012/13                                                                                  | Денвер     | 40               | 1                | 9,9              | 41,8             | 37,0             | 50,0             | 2,4              | 0,6              | 0,4              | 0,2              | 5,2              | 1              | 0              | 1,9            | 0,0            | -              | -              | 0,0            | 0,0            | 0,0            | 0,0            | 0,0            |
| 2013/14                                                                                  | Денвер     | 39               | 11               | 17,2             | 39,0             | 34,9             | 74,2             | 3,4              | 0,9              | 0,8              | 0,3              | 6,8              | Не участвовал  | Не участвовал  | Не участвовал  | Не участвовал  | Не участвовал  | Не участвовал  | Не участвовал  | Не участвовал  | Не участвовал  | Не участвовал  | Не участвовал  |
| 2013/14                                                                                  | Хьюстон    | 21               | 1                | 16,6             | 39,3             | 36,2             | 85,0             | 2,9              | 0,9              | 0,6              | 0,3              | 6,6              | Не участвовал  | Не участвовал  | Не участвовал  | Не участвовал  | Не участвовал  | Не участвовал  | Не участвовал  | Не участвовал  | Не участвовал  | Не участвовал  | Не участвовал  |
| 2014/15                                                                                  | Клипперс   | 14               | 2                | 8,7              | 40,0             | 47,6             | -                | 1,1              | 0,5              | 0,1              | 0,0              | 2,7              | Не участвовал  | Не участвовал  | Не участвовал  | Не участвовал  | Не участвовал  | Не участвовал  | Не участвовал  | Не участвовал  | Не участвовал  | Не участвовал  | Не участвовал  |
| 2015/16                                                                                  | Нью-Орлеан | 11               | 4                | 27,6             | 42,2             | 28,9             | 66,7             | 5,6              | 2,3              | 0,7              | 0,3              | 11,4             | Не участвовал  | Не участвовал  | Не участвовал  | Не участвовал  | Не участвовал  | Не участвовал  | Не участвовал  | Не участвовал  | Не участвовал  | Не участвовал  | Не участвовал  |
|                                                                                          | Всего      | 151              | 21               | 13,9             | 40,8             | 35,7             | 67,0             | 2,8              | 0,8              | 0,5              | 0,2              | 5,9              | 3              | 0              | 2,4            | 50,0           | -              | -              | 0,0            | 0,0            | 0,3            | 0,0            | 1,3            |
| Наведите курсор мыши на аббревиатуры в заголовке таблицы, чтобы прочесть их расшифровку. |            |                  |                  |                  |                  |                  |                  |                  |                  |                  |                  |                  |                |                |                |                |                |                |                |                |                |                |                |

### Статистика в Джи-Лиге
| Сезон                                                                                    | Команда                   | Регулярный сезон | Регулярный сезон | Регулярный сезон | Регулярный сезон | Регулярный сезон | Регулярный сезон | Регулярный сезон | Регулярный сезон | Регулярный сезон | Регулярный сезон | Регулярный сезон | Серия плей-офф | Серия плей-офф | Серия плей-офф | Серия плей-офф | Серия плей-офф | Серия плей-офф | Серия плей-офф | Серия плей-офф | Серия плей-офф | Серия плей-офф | Серия плей-офф |
| Сезон                                                                                    | Команда                   | GP               | GS               | MPG              | FG%              | 3P%              | FT%              | RPG              | APG              | SPG              | BPG              | PPG              | GP             | GS             | MPG            | FG%            | 3P%            | FT%            | RPG            | APG            | SPG            | BPG            | PPG            |
| ---------------------------------------------------------------------------------------- | ------------------------- | ---------------- | ---------------- | ---------------- | ---------------- | ---------------- | ---------------- | ---------------- | ---------------- | ---------------- | ---------------- | ---------------- | -------------- | -------------- | -------------- | -------------- | -------------- | -------------- | -------------- | -------------- | -------------- | -------------- | -------------- |
| 2011/12                                                                                  | Айдахо Стэмпид            | 6                | 2                | 24,0             | 44,0             | 35,3             | 88,9             | 5,3              | 2,0              | 0,7              | 0,3              | 9,7              | Не участвовал  | Не участвовал  | Не участвовал  | Не участвовал  | Не участвовал  | Не участвовал  | Не участвовал  | Не участвовал  | Не участвовал  | Не участвовал  | Не участвовал  |
| 2014/15                                                                                  | Айова Энерджи             | 4                | 0                | 22,0             | 35,1             | 10,0             | 85,7             | 5,8              | 2,3              | 0,8              | 0,5              | 8,3              | Не участвовал  | Не участвовал  | Не участвовал  | Не участвовал  | Не участвовал  | Не участвовал  | Не участвовал  | Не участвовал  | Не участвовал  | Не участвовал  | Не участвовал  |
| 2014/15                                                                                  | Рино Бигхорнс             | 27               | 22               | 28,6             | 45,0             | 34,4             | 76,8             | 7,6              | 3,6              | 1,3              | 1,0              | 18,1             | Не участвовал  | Не участвовал  | Не участвовал  | Не участвовал  | Не участвовал  | Не участвовал  | Не участвовал  | Не участвовал  | Не участвовал  | Не участвовал  | Не участвовал  |
| 2015/16                                                                                  | Рио-Гранде Вэллей Вайперс | 14               | 0                | 29,2             | 49,7             | 36,2             | 73,7             | 9,4              | 3,9              | 0,9              | 0,9              | 14,9             | Не участвовал  | Не участвовал  | Не участвовал  | Не участвовал  | Не участвовал  | Не участвовал  | Не участвовал  | Не участвовал  | Не участвовал  | Не участвовал  | Не участвовал  |
|                                                                                          | Всего                     | 51               | 24               | 27,7             | 45,6             | 33,8             | 77,1             | 7,7              | 3,4              | 1,1              | 0,8              | 15,5             | Не участвовал  | Не участвовал  | Не участвовал  | Не участвовал  | Не участвовал  | Не участвовал  | Не участвовал  | Не участвовал  | Не участвовал  | Не участвовал  | Не участвовал  |
| Наведите курсор мыши на аббревиатуры в заголовке таблицы, чтобы прочесть их расшифровку. |                           |                  |                  |                  |                  |                  |                  |                  |                  |                  |                  |                  |                |                |                |                |                |                |                |                |                |                |                |

### Статистика в NCAA
| Сезон | Команда | Conf   | Class | GP | GS | MPG  | FG%  | 3P%  | FT%  | RPG | APG | SPG | BPG | PPG  |
| --- | ------- | ------ | ----- | -- | -- | ---- | ---- | ---- | ---- | --- | --- | --- | --- | ---- |
| 2009/10 | Техас   | Big 12 | FR    | 34 | 0  | 19,9 | 41,0 | 36,5 | 57,8 | 3,7 | 1,5 | 0,8 | 0,4 | 10,0 |
| 2010/11 | Техас   | Big 12 | SO    | 36 | 36 | 32,2 | 44,0 | 38,5 | 77,9 | 7,7 | 2,1 | 0,9 | 0,6 | 18,6 |
| Всего | Всего   | Всего  | Всего | 70 | 36 | 26,2 | 43,0 | 37,7 | 71,0 | 5,7 | 1,8 | 0,8 | 0,5 | 14,5 |
| Наведите курсор мыши на аббревиатуры в заголовке таблицы, чтобы прочесть их расшифровку Статистика приведена с сайта sports-reference.com |         |        |       |    |    |      |      |      |      |     |     |     |     |      |

### Статистика в других лигах
| Сезон | Команда                | Лига                   | GP  | GS  | MPG  | FG%  | 3P%  | FT%  | RPG | APG | SPG | BPG | PFL | TOV | PPG  |
| --- | ---------------------- | ---------------------- | --- | --- | ---- | ---- | ---- | ---- | --- | --- | --- | --- | --- | --- | ---- |
| 2015/16 | Все клубы              | Все лиги               | 23  | 21  | 32,4 | 44,4 | 36,1 | 71,1 | 7,1 | 3,3 | 1,0 | 0,3 | 2,6 | 2,1 | 16,7 |
| 2015/16 | Красный Октябрь        | Единая лига ВТБ        | 9   | 9   | 31,9 | 44,8 | 37,2 | 66,7 | 7,7 | 3,2 | 1,0 | 0,2 | 2,4 | 2,1 | 16,7 |
| 2015/16 | Красный Октябрь        | Кубок Европы           | 6   | 5   | 32,8 | 36,8 | 24,0 | 64,7 | 7,7 | 1,5 | 0,7 | 0,3 | 2,5 | 1,7 | 12,2 |
| 2015/16 | Буканерос де ла Гуайра | Чемпионат Венесуэлы    | 8   | 7   | 32,6 | 49,1 | 41,2 | 76,3 | 6,0 | 4,6 | 1,4 | 0,5 | 2,8 | 2,5 | 20,3 |
| 2016/17 | Все клубы              | Все лиги               | 54  | 54  | 31,5 | 46,3 | 36,4 | 72,1 | 7,1 | 3,1 | 1,3 | 0,4 | 2,5 | 2,7 | 18,0 |
| 2016/17 | Буканерос де ла Гуайра | Чемпионат Венесуэлы    | 41  | 41  | 32,1 | 46,9 | 37,5 | 71,5 | 7,5 | 3,4 | 1,3 | 0,4 | 2,4 | 2,8 | 18,9 |
| 2016/17 | Буканерос де ла Гуайра | Лига ФИБА Америка      | 3   | 3   | 34,5 | 40,9 | 35,7 | 75,0 | 7,3 | 2,3 | 1,7 | 1,0 | 2,7 | 1,7 | 17,3 |
| 2016/17 | Тофаш                  | Чемпионат Турции       | 1   | 1   | 23,7 | 20,0 | 0,0  | 0,0  | 3,0 | 2,0 | 0,0 | 0,0 | 3,0 | 3,0 | 2,0  |
| 2016/17 | Вакерос де Баямон      | Чемпионат Пуэрто-Рико  | 6   | 6   | 31,5 | 45,5 | 30,4 | 81,0 | 4,8 | 2,8 | 1,0 | 0,2 | 3,3 | 2,5 | 15,7 |
| 2016/17 | Гуарос де Лара         | Лига Судамерикано      | 3   | 3   | 23,3 | 48,6 | 36,4 | 76,9 | 7,3 | 2,0 | 1,7 | 0,0 | 2,0 | 2,3 | 16,0 |
| 2017/18 | Все клубы              | Все лиги               | 40  | 33  | 30,2 | 48,7 | 41,7 | 69,5 | 7,1 | 2,4 | 1,1 | 0,3 | 2,7 | 2,3 | 15,2 |
| 2017/18 | Ушак Спортиф           | Чемпионат Турции       | 24  | 18  | 29,2 | 47,9 | 39,8 | 69,2 | 6,8 | 2,3 | 1,0 | 0,2 | 2,8 | 2,2 | 13,5 |
| 2017/18 | Хапоэль (Холон)        | Чемпионат Израиля      | 16  | 15  | 31,6 | 49,5 | 43,6 | 70,0 | 7,6 | 2,4 | 1,3 | 0,5 | 2,6 | 2,4 | 17,8 |
| 2018/19 | Все клубы              | Все лиги               | 39  | 39  | 26,0 | 41,2 | 33,7 | 75,5 | 6,4 | 2,6 | 0,9 | 0,2 | 2,5 | 2,1 | 13,9 |
| 2018/19 | Брешиа                 | Чемпионат Италии       | 29  | 29  | 25,8 | 40,8 | 34,3 | 73,3 | 6,7 | 2,5 | 0,9 | 0,2 | 2,6 | 2,1 | 13,6 |
| 2018/19 | Брешиа                 | Кубок Европы           | 10  | 10  | 26,6 | 42,6 | 31,4 | 77,4 | 5,3 | 3,1 | 1,2 | 0,3 | 2,3 | 1,9 | 14,9 |
| 2019/20 | Хапоэль (Тель-Авив)    | Чемпионат Израиля      | 21  | 19  | 29,9 | 46,2 | 32,1 | 76,2 | 6,2 | 2,8 | 0,9 | 0,3 | 2,5 | 2,3 | 14,6 |
| 2020/21 | Сига Лейкс             | Би лига                | 54  | 54  | 32,9 | 43,9 | 32,8 | 67,6 | 8,3 | 6,0 | 1,4 | 0,3 | 2,5 | 2,9 | 20,9 |
| 2022/23 | Сига Лейкс             | Би лига                | 14  | 12  | 29,0 | 43,7 | 36,2 | 64,0 | 6,8 | 3,8 | 0,7 | 0,3 | 2,3 | 2,5 | 18,0 |
| Всего | Всего                  | Всего                  | 245 | 232 | 30,5 | 44,9 | 35,2 | 70,7 | 7,2 | 3,6 | 1,1 | 0,3 | 2,5 | 2,5 | 17,1 |
| В Кубке Европы | В Кубке Европы         | В Кубке Европы         | 16  | 15  | 28,9 | 40,2 | 28,9 | 74,3 | 6,2 | 2,5 | 1,0 | 0,3 | 2,4 | 1,8 | 13,9 |
| В чемпионате Венесуэлы | В чемпионате Венесуэлы | В чемпионате Венесуэлы | 49  | 48  | 32,1 | 47,2 | 38,1 | 72,3 | 7,2 | 3,6 | 1,3 | 0,4 | 2,4 | 2,7 | 19,1 |
| В чемпионате Турции | В чемпионате Турции    | В чемпионате Турции    | 25  | 19  | 29,0 | 47,3 | 38,6 | 67,5 | 6,7 | 2,3 | 1,0 | 0,2 | 2,8 | 2,2 | 13,0 |
| В чемпионате Израиля | В чемпионате Израиля   | В чемпионате Израиля   | 37  | 34  | 30,6 | 47,7 | 36,9 | 73,5 | 6,8 | 2,6 | 1,1 | 0,4 | 2,5 | 2,4 | 15,9 |
| В Би лиге | В Би лиге              | В Би лиге              | 68  | 66  | 32,1 | 43,9 | 33,4 | 67,0 | 8,0 | 5,6 | 1,2 | 0,3 | 2,5 | 2,9 | 20,3 |
| Наведите курсор мыши на аббревиатуры в заголовке таблицы, чтобы прочесть их расшифровку Статистика приведена с сайта basketball.realgm.com |                        |                        |     |     |      |      |      |      |     |     |     |     |     |     |      |